# Redigobius roemeri
Redigobius roemeri es una especie de pez de la familia de los Gobiidae en el orden de los Perciformes.

## Morfología
Los machos pueden llegar a alcanzar los 4,5 cm de longitud total.

## Hábitat
Es un pez de clima tropical y demersal

## Distribución geográfica
Se encuentra en las Filipinas, Indonesia, Nueva Guinea, Fiyi, Australia y Nueva Caledonia.

## Observaciones
Es inofensivo para los humanos.